# Мудрик-Мриц Ніна Андріївна
Ніна Андріївна Мудрик, у шлюбі Мудрик-Мриц (1927–1996) — українська поетеса, видавниця, художниця. Псевдонім — Григор Павлокімець. Член Об'єднання українських письменників «Слово».

## З біографії
Народилась у 1927 р. у Львові. [за ін. даними — в Коломиї]. Після Другої світової війни емігрувала до Канади (1952 р.). Навчалася в Українській образотворчій студії професора С. Литвиненка (Канада), в Онтаріо Коледж оф Арт (Торонто). Співпрацювала з журналами
«Наше життя», «Промінь», «Готуйсь», «Веселка». Авторські вечори супроводжувала експозицією картин.
Померла 1996 р. у Торонто (Канада).

## Творчість
Ніна Мудрик-Мриц є авторкою понад 14 книжок для дітей та молоді, серед яких найвідомішими є книги поезії «По ягідки», «Намистечко», «Соняшні казки» та прози «Веселковий рушник», «Легенди» та ін. Мудрик-Мриц — відома художниця-графік: вона ілюструвала свої книги та понад 20 книжок інших авторів, видала більше 40 різних листівок. Працювала в дитячих журналах «Готуйсь» та «Веселка». Була членом об'єднання літераторів Козуб.
Зокрема, авторка творів для дітей «Намистечко» (1955), «Світанки і сумерки» (1958), «По ягідки» (1965), «Пригоди гордої киці» (1965), «Пригоди горішка» (1970), «Вогник»
(1971), «Легенди» (1973), «На світанку» (1974), «Соняшні казки» (1975), «Прогулянка в абетку» (1978), «Веселий рушник» (1981), «Малювання» (1983), «Дитячий куток» (1983), «Калинова сопілка» (1983) та ін.